# Chlorochlamys desolataria
Chlorochlamys desolataria är en fjärilsart som beskrevs av Herrich-Schäffer 1870. Chlorochlamys desolataria ingår i släktet Chlorochlamys och familjen mätare. Inga underarter finns listade i Catalogue of Life.